# ビッキー・ウィリアムス
ビッキー・ウィリアムス（Vicki Williams、1956年4月21日 - ）は、アメリカ合衆国の女子プロレスラー。ジョージア州サバンナ出身。ベアフットの選手として知られた。

## 来歴
1970年
- WWWF（現・WWE）でデビュー。

1972年
- 7月、女子初となるマディソン・スクエア・ガーデンでの試合として師匠ファビュラス・ムーラと対戦。

1973年
- 10月15日、ジョイス・グレーブルとのタッグでドナ・クリスタネーロ、トニー・ローズ組を破りNWA世界女子タッグ王座獲得。

1974年
- 11月4日、当時男女混合団体だった国際プロレスに初来日。来日初戦はドナ・クリスタネーロと組み、小畑千代&佐倉輝美組と対戦。翌日には小畑とシングル。

1975年
- 3月、ジョイス・グレーブルとともに国際プロレスに2回目の来日。

- 4月9日、小畑千代が持つIWWA太平洋岸王座に挑戦も敗れる。
- 8月23日、マサチューセッツ州ボストンにおいて、クリスタネーロ＆ローズ組に敗れNWAタッグ王座から陥落。
- 11月、レイラニ・カイを伴い国際プロレスに3回目の来日。
- 12月4日、レイラニとのタッグで小畑千代、佐倉輝美のIWWA王者組に挑戦するも敗退。

1979年
- 「日米対抗リーグ戦」で全日本女子プロレス初参戦。
- 12月、UWA世界女子初代王座獲得。

1980年
- 引退

## タイトル
- NWA世界女子タッグ王座（パートナーはジョイス・グレーブル）
- UWA世界女子王座

## 得意技
- ドロップキック